# Esteban Manuel de Villegas

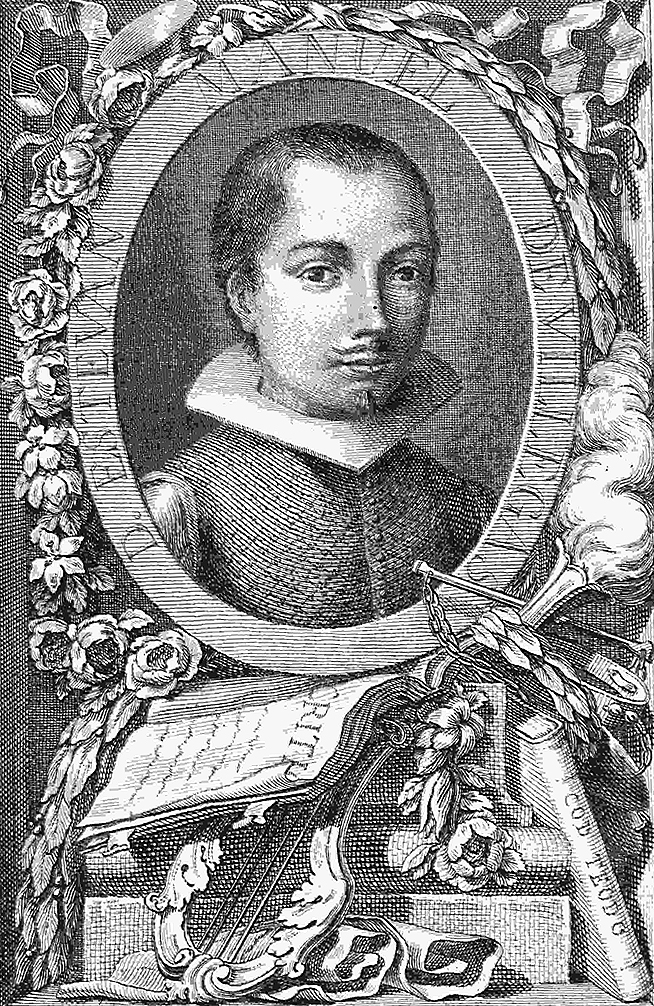
Esteban Manuel de Villegas.

Esteban Manuel de Villegas, född den 5 februari 1589 i Matute, La Rioja, död den 3 september 1669 i Nájera, La Rioja, var en spansk skald.
Villegas avlade som mycket ung juridisk examen vid Salamancas universitet, men övergav den juridiska banan för att helt ägna sig åt den litterära. Redan vid 14 års ålder hade han under titel Las Ana-creonticas verkställt en översättning av Anakreons dikter, som i ett slag gjorde honom berömd, och samtidigt därmed utgav han diktsamlingen Las eróticas, innehållande älskvärda och gratiösa idyller, sonetter, elegier, oden och epigram. Av den romerske filosofen Boëthius arbete De consolatione philosophiæ gjorde han en översättning,  vilken, enligt Adolf Hillman i Nordisk familjebok, anses som ett mönster av prosadiktning.
Då han inte kunde leva på sin diktning och förföljdes av inkvisitionen, nödgades han skaffa sig uppehälle som advokat, men övergav emellertid inte sin diktande verksamhet. Han efterlämnade ett stort antal lyriska dikter, utgivna tillsammans med Consolaciones de Boecio 1774 och 1796. På det juridiska området var Villegas även verksam som skriftställare med Adiciones al Codigo Teodosiano. Villegas namn är intaget i Spanska akademiens Catálogo de autoridades de la lengua. Hans verk finns i Rivadeneiras Biblioteca de autores españoles, band 41 och 43.

## Eftermäle
Asteroiden 15785 de Villegas är uppkallad efter honom.